# Glaphyristis
Glaphyristis is een geslacht van vlinders uit de familie prachtmotten (Cosmopterigidae).

## Soorten
- G. lithinopa Meyrick, 1917
- G. marmarea Meyrick, 1897
- G. politicopa Meyrick, 1934